# Myeong-dong
Myeong-pong ou Myeongpong (hangeul : 명동 ; hanja : 明洞, littéralement « ville lumineuse » ou « quartier éclairé ») est un dong (quartier) de l'arrondissement de Jung-gu de Séoul, en Corée du Sud.
D'une superficie de 0,99 km2 et d'une population de 3 409 habitants, Myeong-dong est surtout une zone commerciale et touristique.
Myeong-dong est desservie au sud par la station de métro Myeong-dong et au nord par Euljiro 1-ga. La cathédrale de Myeongdong s'y trouve également.

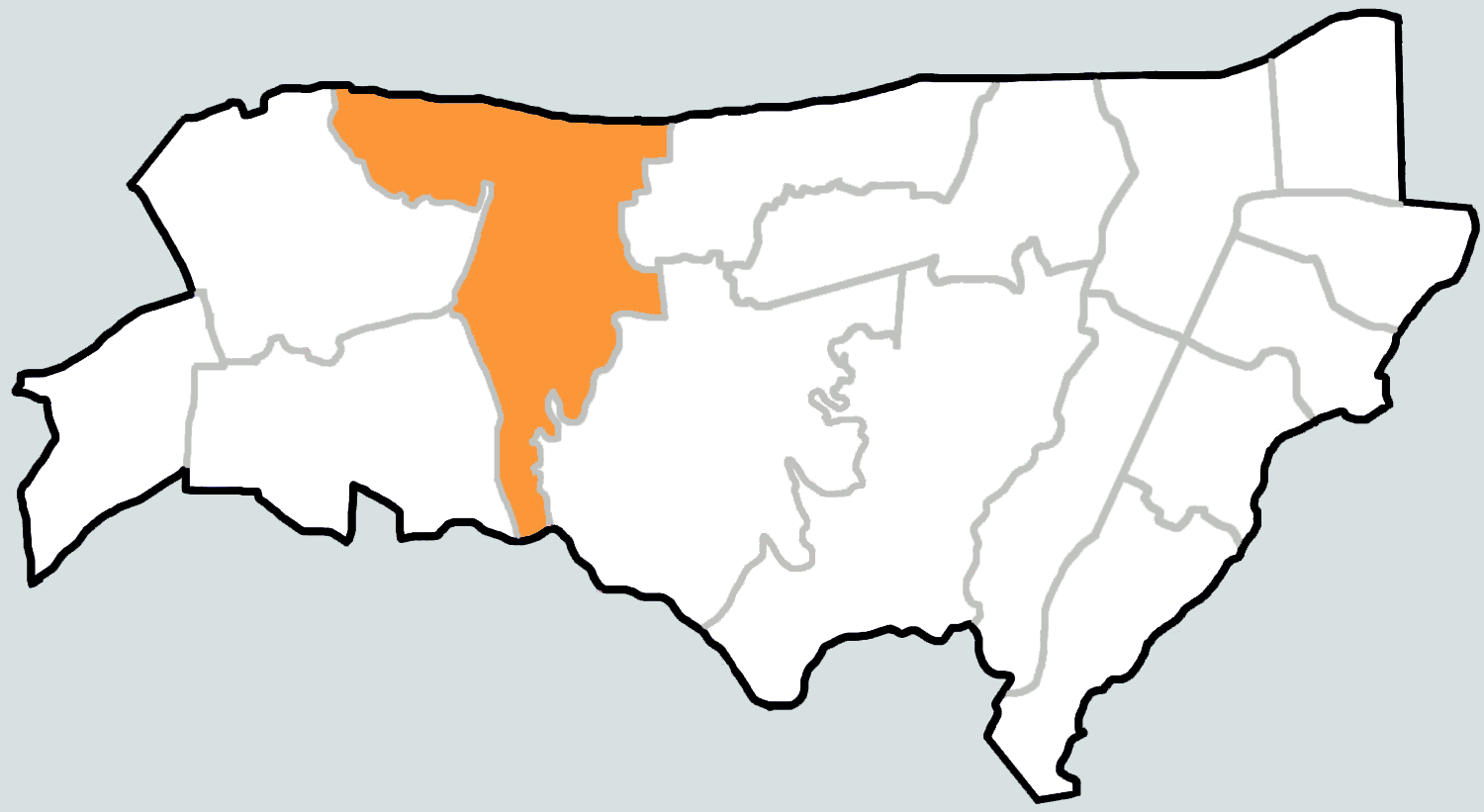
Carte de l'arrondissement de Jung-gu avec Myeong-dong en orange.

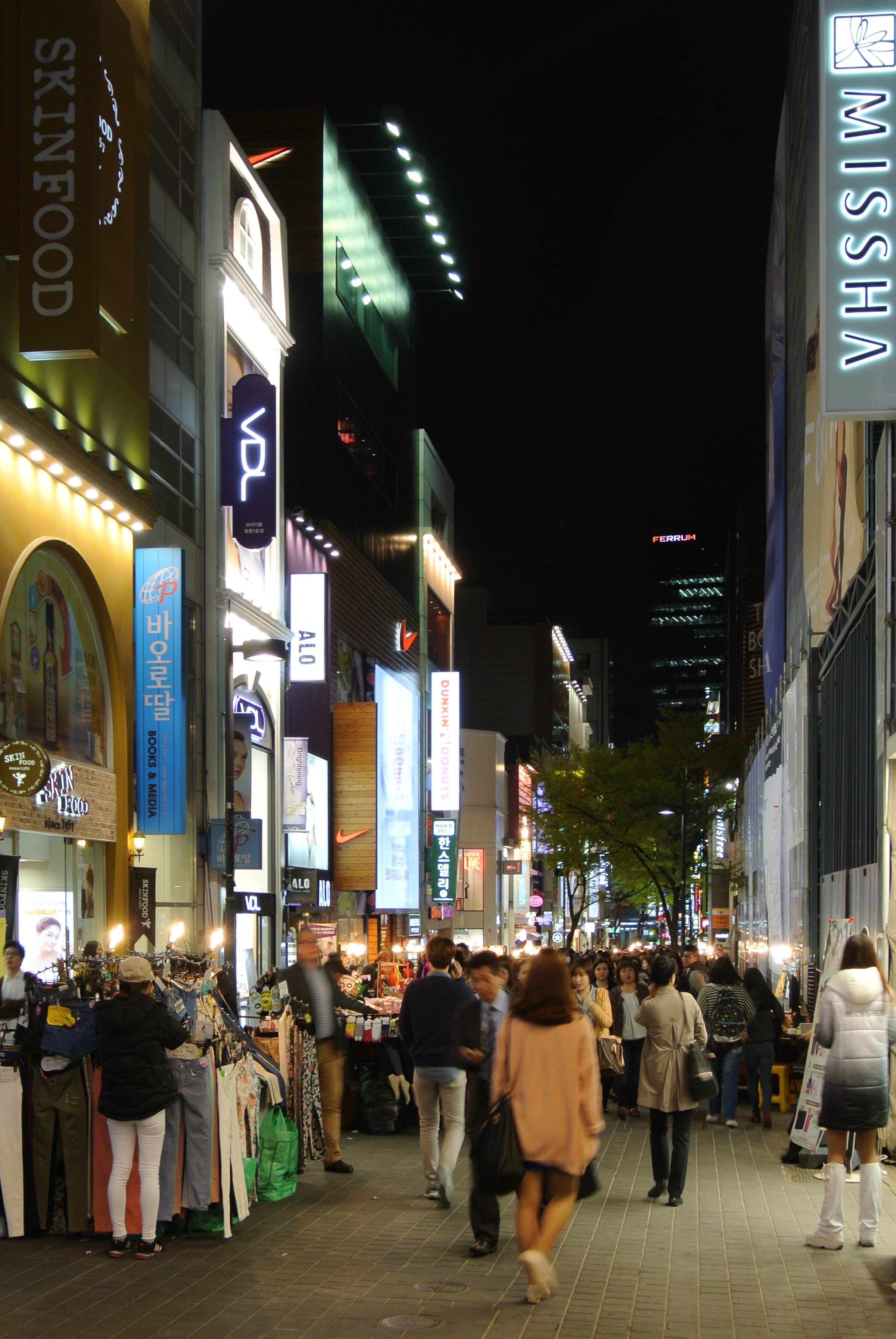
Rue de Myeong-dong la nuit

## Caractéristiques du quartier
Il y a différentes banques et compagnies d'assurance, dont le siège est situé à Myeongdong, comme Citibank, SK Corporation, Kookmin Bank, la Korea Exchange Bank, Lone Star Funds, Sumitomo Mitsui Banking Corporation, AIG Korea Insurance, Hana Bank et HSBC. La Banque de Corée est également à proximité.
A Myeongdong, il y a aussi l'ambassade de Chine, le théâtre Myeongdong et la plus ancienne cathédrale catholique de Corée, la cathédrale de Myeongdong.
En dehors des heures de livraison, la rue principale et la plupart des rues voisines sont bloquées pour que les piétons puissent circuler librement sans être gênés par la circulation.